# District de Haga
Le district de Haga (芳賀郡, Haga-gun) est un district de la préfecture de Tochigi, au Japon.

## Géographie

### Démographie
Le 1er février 2008, le district de Haga comptait 85 788 habitants répartis sur une superficie de 396,72 km2 (densité de population de 154 hab./km2).

### Municipalités du district
Le district de Haga est composé de quatre bourgs :
- Haga ;
- Ichikai ;
- Mashiko ;
- Motegi.